# Port lotniczy Pafos
Port lotniczy Pafos – międzynarodowy port lotniczy położony 16 km na południowy wschód od centrum Pafos. Jest drugim co do wielkości portem lotniczym Cypru i obsługuje atrakcje turystyczne zachodniej części wyspy. Według danych zarządcy, w 2017 obsłużył 2,5 mln pasażerów. Otwarty został nowy terminal pasażerski z docelową przepustowością 3 mln pasażerów rocznie.

## Linie lotnicze i połączenia
| Linia lotnicza         | Kierunek |
| ---------------------- | --- |
| airHaifa               | 1. Hajfa (od 3 kwietnia 2025) |
| AirSeven               | Sezonowe czartery: 1. Aarhus |
| Bluebird Airways       | Sezonowo: 1. Tel Awiw |
| British Airways        | Sezonowo: 1. Londyn-Gatwick 2. Londyn-Heathrow |
| Buzz                   | Sezonowe czartery: 1. Katowice 2. Poznań |
| easyJet                | 1. Bristol 2. Edynburg 3. Londyn-Gatwick 4. Londyn-Luton 5. Manchester |
| FLYYO                  | Sezonowe czartery: 1. Tel Awiw |
| Israir Airlines        | Sezonowo: 1. Tel Awiw (zawieszone) |
| Jet2.com               | 1. Birmingham 2. Bristol 3. Edynburg 4. East Midlands 5. Glasgow 6. Leeds/Bradford 7. Liverpool 8. Londyn-Stansted 9. Manchester 10. Newcastle Sezonowo: 1. Belfast-International |
| LOT                    | Sezonowe czartery: 1. Katowice 2. Warszawa-Okęcie |
| Lufthansa              | Sezonowo: 1. Monachium |
| Petroleum Air Services | Sezonowe czartery: 1. Kair |
| Royal Jordanian        | Sezonowo: 1. Amman |
| Ryanair                | 1. Ateny 2. Paryż-Beauvais 3. Berlin 4. Birmingham 5. Bukareszt 6. Budapeszt 7. Chania 8. Kolonia/Bonn 9. Dublin 10. Gdańsk 11. Katowice 12. Kowno 13. Kraków 14. Liverpool 15. Londyn-Stansted 16. Manchester 17. Memmingen 18. Neapol 19. Newcastle 20. Poznań 21. Ryga 22. Rzym-Fiumicino 23. Sofia 24. Tel Awiw (powrót od 30 marca 2025) 25. Saloniki 26. Wiedeń 27. Warszawa-Okęcie 28. Warszawa-Modlin 29. Weeze (od 30 marca 2025) 30. Wrocław 31. Zagrzeb Sezonowo: 1. Amman 2. Mediolan-Bergamo 3. Bratysława 4. Bruksela-Charleroi 5. Eindhoven 6. Malta 7. Marsylia 8. Mykonos 9. Rodos 10. Tallinn (do 28 marca 2025) 11. Tuluza 12. Treviso |
| Sun d’Or               | Sezonowo: 1. Tel Awiw (zawieszone) |
| Transavia              | Sezonowo: 1. Amsterdam 2. Lyon (od 12 lipca 2025) 3. Paryż-Orly |
| TUI Airways            | Sezonowo: 1. Birmingham 2. Bournemouth 3. Bristol 4. Cardiff 5. East Midlands 6. Exeter 7. Glasgow 8. Londyn-Gatwick 9. Londyn-Luton (od 7 maja 2025) 10. Londyn-Stansted 11. Manchester 12. Newcastle 13. Norwich |
| TUI fly Belgium        | Sezonowo: 1. Bruksela |
| TUI fly Netherlands    | Sezonowo: 1. Amsterdam |
| Tus Airways            | Sezonowo: 1. Tel Awiw |